# My Road
My Road (pol. Moja Droga) – drugi singel polskiej grupy muzycznej Blue Café nagrany w stylu pop i ballady, promujący jej trzeci album studyjny "Ovosho". Utwór wykorzystano w komedii romantycznej "Nie kłam kochanie" z 2008.